# Nicandro de Cólofon
Nicandro de Cólofon (em grego: Νίκανδρος ὁ Κολοφώνιος; século II a.C.) escritor grego da época helenística nascido em Cólofon, na Jônia. Foi autor de poemas didáticos e de obras em prosa.
Entre seus primeiros poemas figuravam a versificação dos prognósticos de Hipócrates, o Theriaca e o Alexipharmaka. Esses dois últimos, que se conservam, tratam, respectivamente, de animais e plantas venenosas, incluindo os sintomas que causam e os seus remédios. Embora não sejam originais  nem muito rigorosos, têm interesse para o conhecimento da Medicina, Zoologia, Botânica e Mineralogia antigas. Além disso, contam-se entre as fontes de Virgílio e Ovídio. 